# 明治大正昭和 猟奇女犯罪史
『明治大正昭和 猟奇女犯罪史』（めいじたいしょうしょうわ りょうきおんなはんざいし）は、1969年公開の日本映画。主演・吉田輝雄、監督・石井輝男。R-18（旧成人映画）指定。

## 概要
実在の猟奇事件を題材にしたオムニバス映画。解剖医の村瀬（吉田輝雄）を狂言回しとして、「東洋閣事件」「阿部定事件」「象徴切り事件」「小平事件」「高橋お伝」が描かれている。また、当時63歳の阿部定本人が出演し、オムニバスの合間に吉田輝雄から(村瀬役としてではなく、素の吉田である)インタビューを受けている。
なお、タイトルは「明治・大正・昭和」とされているが、テーマとなった事件はいずれも明治時代（高橋お伝）昭和時代（東洋閣事件、阿部定事件、小平事件）の事件であり、大正時代の事件は扱われていない。ちなみに、明治百年記念式典が行われた直後の製作である。カラー映画だが、小平事件篇のみモノクロで撮られている。

## スタッフ
- 監督・脚本： 石井輝男
- 企画： 岡田茂・天尾完次・佐藤雅夫
- 脚本： 掛札昌裕・ 野波静雄
- 撮影： わし尾元也
- 美術： 富田治郎
- 編集： 神田忠男
- 音楽： 八木正生
- 助監督： 依田智臣

## キャスト
- 村瀬：吉田輝雄
- 雪子：中村律子

### 東洋閣事件
- 宗方絹枝：藤江リカ
- 斉藤千代：葵三津子
- 斉藤浩助：石山健二郎
- 渋谷：藤木孝

### 阿部定事件
- 阿部定：賀川雪絵
- 石田吉蔵：若杉英二
- 石田とく：牧淳子
- 小宮：加藤嘉
- 稲葉：上田吉二郎
- 判事：沢彰謙
- 特別出演：阿部定

### 象徴切り事件
- 進：由利徹
- とら：金森あさの
- 上田英治：大泉滉
- 八千代：三笠れい子

### 小平事件
- 小平義雄：小池朝雄
- 高崎光子：木山佳
- 今野和子：松井みか
- 竹川芳江：司れい子
- 馬場弘子：田島千鶴
- 緑川柳子：片山由美子

### 高橋お伝
- 高橋お伝：由美てる子
- 市：林彰太郎
- 浪之助：林真一郎
- 留吉：蓑和田良太
- 吉蔵：土橋勇
- 首斬り浅右衛門：土方巽

## 製作
本作は大手映画会社で最も積極的に実録犯罪映画に手を出したといわれる東映の東映京都撮影所に於ける源流といわれる。岡田茂東映企画本部長が、「70年安保を控えて映画も時代に即応した強度の暴力が受けるはず」と打ち出した"刺激暴力路線" "ゲバルト路線"『やくざ刑罰史 私刑！』に続き、"実話路線"として打ち出したのが本作。石井輝男も「"ひっぱがし"を6本も作ったので、もう飽きた」と話した。1969年7月に「阿部定事件」「小平事件」「日本閣事件」「高橋お伝」など、ショッキングな事件をそのままオムニバスで映画化すると発表し、製作意図は「猟奇と真実を通して、人間の本性を追及する」とした。

### 企画
本作の公開は1969年8月であるが、その一年以上前の1968年6月の『映画ジャーナル』で、岡田が本作の原型と見られるような企画の話をしている。「1969年の正月映画として準備している"刺激性路線"『妖婦百人』。登場人物は題名どおり高橋お伝、妲己のお百、夜嵐お絹その他、有名な妖婦、毒婦を総登場させてドラマを構成する。誰が明治時代の妖婦で、誰が徳川時代の毒婦であっても一切お構いなし。そういうことにこだわらず型破りに作ってみせる。今までは"逃げ"の週間といわれていた番組も、これからは、この種の見せ場のはっきりとした企画の作品で逆に"儲け"の週間番組に切り替えてみせる」などと述べている。1969年の正月映画なら同じ石井監督の『残酷・異常・虐待物語 元禄女系図』と見られるが、コンセプトは本作『明治大正昭和 猟奇女犯罪史』に近い。妖婦や毒婦は古くから映画作品のテーマにもよく使われ、岡田は同時期に宮園純子の初主演『妖艶毒婦伝』シリーズを企画している。また牧口雄二に1976年と1977年に、それぞれ『戦後猟奇犯罪史』『毒婦お伝と首斬り浅』という本作と似たような映画を作らせている。

### 阿部定
阿部定は当時、吉原に近い台東区竜泉でおにぎり屋「若竹」を開店し「阿部定の店」という触れ込みでほどほどに繁盛していたといわれる。石井は「無理やり探した」と話しており、打ち合わせのために東映京都撮影所で阿部を見た関係者たちは「もう61、2歳だろうに、とてもそうは見えなかった。美人の評判の高かった人だけに、さすがにその色香はまだ残っているようだった」と感心した。
話題作りのため1969年7月、京都に阿部を呼んで製作会見を開いた。物凄い数の報道陣が集まり、フラッシュが一斉に焚かれて阿部の顔が真っ青になり、「私、悪いことしたんでしょうか？」と石井に言った。この会見で阿部は「監督の申し出にこれまで誤り伝えられてきたので、今度は東映さんの良識を信ずる」、週刊誌の取材には「いまさら、真相を知ってもらおうなどという気持ちで出るわけではありません。ただ東映さんからの熱意にほだされただけ。私も、もう年をとりましたよ」「やっと世間から忘れられるようになったいま、ふたたび過去のことを洗いざらいさらけだすようなことはしたくなかったのですけど、私の本心を理解していただくため、これが最後の機会だと思って出演しました」などと話した。石井は「興味本位には描かないつもり。阿部さんを世間では異常者とみているようだが、ぼくは純愛の持ち主として解釈している。あくまでも彼女の気持ちを大切にして扱いたい」と話した。ヤクザ映画やこれまでの"刺激路線"が一段とエスカレートするのではと評され、良識論争を引き起こした。石井は1999年のインタビューで「阿部定の映像は残したかったからね。歴史的な人物ですよ」と話している。阿部は浅草の吾妻橋で事件を追想する一シーンのみ出演した。撮影当日も果たして阿部が本当に来るのか分からない状況だったという。キャメラにも弱いため、阿部に「橋の上に立ってていてくれ」と指示し、阿部に気付かれないよう向かい側の橋から望遠レンズで撮影した。映画公開後も天尾完次プロデューサーが阿部とコンタクトを取っていたが、途中からコンタクトが取れなくなったという。
聞き手の吉田は、役どころである医師としての演技は特にせずに、素の雰囲気で阿部定に接している。

### キャスティング
阿部定を演じるのは石井作品の常連女優・賀川ゆき絵。賀川は東映のセッティングで料亭で阿部と会った。ものすごい小さい人で、阿部から「こんな背の高い方がやって下さるんだ」と言われ「すいません」と謝ったという。阿部は賀川に「気づいたら死んでしまっていたけれど、けっして後悔はしていないの」と不変の心情を吐露したといい、小柄な老女の濡れた瞳がまるで童女のように澄み切っていたため、思わず抱擁したくなったという。「綺麗で素敵な方、すごく純粋だからああいうことをするんだなと思った」「お会いしてドロドロした阿部定を演じるのはやめようと決めた」などと話している。
『徳川いれずみ師 責め地獄』の主役に抜擢されながら撮影中に失踪した由美てる子が、石井監督に詫びを入れ、高橋お伝役に再起用された。　

## 評価
後のワイドショーの再現フィルムに多大な影響を与えたという評価がある他、石井監督の前作『やくざ刑罰史 私刑！』と本作『明治大正昭和 猟奇女犯罪史』は、1970年代の東映実録路線をいち早く開拓したとの評価もある。『明治大正昭和 猟奇女犯罪史』はヒットし、掛札昌裕は「ずっとそれをシリーズでやることになったんですよ、『説教強盗』ってサブタイトルまでついていたんですけど、何か石井さんが違う方向に行きたいというのがあったんでしょうね」と述べており、"実話路線"は続く予定だったと見られる。